# Грошовий Тарас Андрійович
Тарас Андрійович Грошовий (26 листопада 1941,  с. Лежанівка Тернопільської області, Україна — 18 квітня 2023, м. Тернопіль) — український вчений у галузі фармації, доктор фармацевтичних наук (1989), професор (1991), завідувач кафедри управління та економіки фармації з технологією ліків Тернопільського національного медичного університету імені І. Я. Горбачевського.

## Життєпис
У 1968 році закінчив з відзнакою фармацевтичний факультет Львівського державного медичного інституту.
1968 — завідувач аптеки м. Борислав Львівської обл.
З 1968 року працював у Львівському медичному університеті: аспірант (1968); асистент кафедри технології ліків (1971—1975).
З 1975 — у Запорізькому державному медичному університеті: асистент кафедри технології ліків (1975—1987), старший науковий співробітник (1987—1989), завідувач кафедри організації та економіки фармації (1989—1997).
1997—2002 — заступник президента ВАТ «Галичфарм», професор кафедри технології ліків з курсом промислової фармації Львівського медичного університету ім. Данила Галицького за сумісництвом.
З 2002 року працює у Тернопільському медичному університеті: завідувач кафедри фармацевтичних дисциплін, декан фармацевтичного факультету (2002—2006), завідувач кафедри управління та економіки фармації з технологією ліків.

## Наукова діяльність
Головний редактор науково-практичного журналу «Фармацевтичний часопис».
Член редакційної колегії журналу «Медична інформатика та інженерія».

## Доробок
Автор і співавтор понад 600 праць, має 35 патенти на винаходи та на корисну модель.
Співавтор наукових монографій «Биофармацевтические, фармакокинетические и технологические аспекты создания лекарственных форм» (Тбилиси, 1987); «Математическое планирование эксперимента в фармацевтической технологии» (Київ, 1992); «Математичне планування експерименту при проведенні наукових досліджень у фармації» (Тернопіль, 2008); «Фармація Тернопілля: минуле й сьогодення» (Укрмедкнига, 2017).
Співавтор наукових посібників:
- «Організація та економіка фармації». Ч. 2. Система обліку в фармації: нац. підруч. для студентів виш. навч. закл. — Харків; НФаУ: Золоті сторінки. 2016. — 416 с.
- «Медичне та фармацевтичне товарознавство». Тернопіль. «Укрмедкнига». 2017. — 484 с.
- «Патентознавство»: навчальний посібник для студентів вищ. навч. закл. — Харків: НФаУ: Золоті сторінки, 2013. — 272 с.